# فرانسوا دو روجي
فرانسوا دو روجي :  بالفرنسية  (François de Rugy) ولِد في نانت (لوار أتلانتيك) ، هو رجل  دولة فرنسي, ورئيس الجمعية الوطنية منذ 27 حزيران / يونيو 2017.

## وضعه الانتخابي
عضو عن دائرة لوار أتلانتيك منذ 2007, وهو منتخب في المجموعة البيئية في الجمعية الوطنية بين 2012 و2015 و من ثم في عام 2016 قبل أن يصبح في نفس العام، نائب رئيس الجمعية الوطنية. أول عضو من المجموعة البيئية ، غادر في عام 2016 إلى للانضمام إلى المجموعة الاشتراكية، شارك في مجموعة الجمهورية إلى الأمام  في آذار / مارس ! منذ عام 2017.
كان مرشحاً عن الدائرة الأولى منذ عام 2017 الانتخابات الرئاسية عام 2017 ، ولكنه حصل على درجة منخفضة ولكن بسرعة تحالف مع إيمانويل ماكرون الذي انتخب رئيس الجمهورية.

## انتخابه كرئيس البرلمان
انتخب في  27 حزيران 2017، رئيس الجمعية الوطنية للدورة التشريعية الخامسة عشرة، وبالتالي يصبح الرئيس الثالث عشر لمجلس النواب في البرلمان الفرنسي تحت  الجمهورية الخامسة و أصغر حامل هذا اللقب منذ لوران فابيوس في إطار نفس النظام.

## الملاحظات والمراجع